# Azzurrina

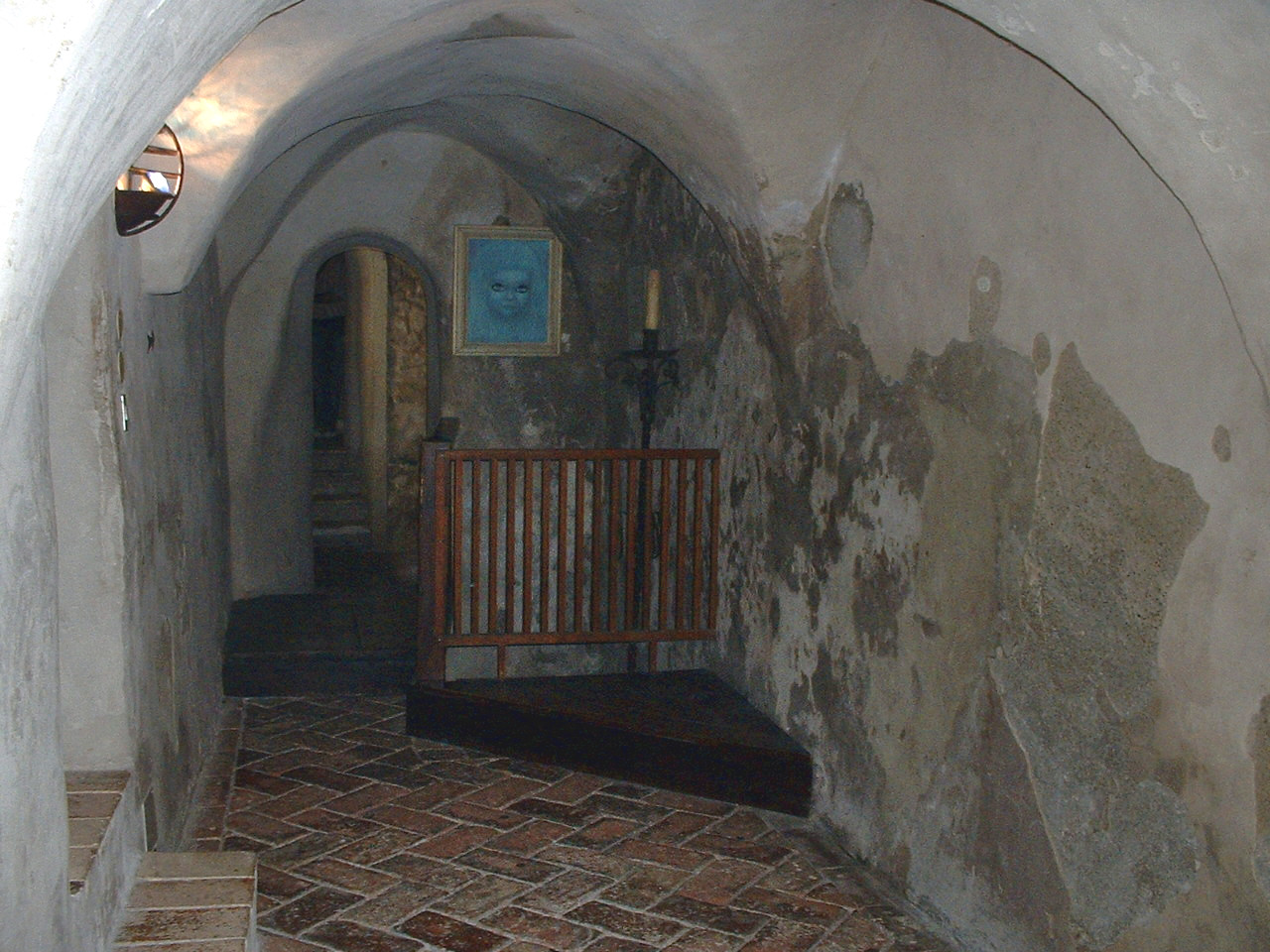
Interno del Castello di Montebello: il corridoio con la botola (in fondo a destra, oltre lo steccato) che immette alla ghiacciaia dove, secondo la leggenda, sarebbe scomparsa la piccola Azzurrina.

Guendalina, detta Azzurrina, è un personaggio leggendario protagonista di una narrazione popolare della Romagna.

## La leggenda
Nata intorno al 1370, Guendalina sarebbe stata figlia di Ugolinuccio o Uguccione di Montebello, feudatario di Montebello di Torriana, e sarebbe prematuramente scomparsa il 21 giugno del 1375, il giorno del solstizio d'estate.
Si dice che fosse una bambina albina e che, siccome la superstizione popolare dell'epoca collegava l'albinismo a eventi di natura diabolica, la madre avesse deciso di tingerle periodicamente i capelli di nero. Tuttavia la tintura sarebbe stata fatta con pigmenti di natura vegetale estremamente volatili, i quali, complice la scarsa capacità dei capelli albini di trattenere i pigmenti, avrebbero dato alla chioma della bimba riflessi azzurri come i suoi occhi: in tale modo avrebbe avuto origine il suo soprannome di "Azzurrina".
A causa di questo fatto, il padre decise di farla vivere sotto la continua sorveglianza di due guardie, Domenico e Ruggero, e di non farla mai uscire dal castello, per proteggerla dalle dicerie e dal pregiudizio popolare.
Si dice che il 21 giugno 1375, mentre il padre combatteva in battaglia lontano dalla residenza, Azzurrina, sempre vigilata dai due guardiani, stesse giocando nel castello di Montebello di Torriana con una palla di stracci mentre fuori infuriava un temporale. Secondo il successivo resoconto delle guardie, a un certo punto la palla sarebbe caduta lungo la scala che conduce all'interno della ghiacciaia sotterranea, dove la bambina si sarebbe recata nell'intento di recuperarla. Le guardie avrebbero sentito un urlo provenire dalla ghiacciaia e sarebbero accorse nel locale, entrando dall'unico ingresso, ma non avrebbero trovato traccia né della palla né della bambina, che non venne mai più rivista.
La leggenda vuole che il fantasma della bambina sia ancora presente nel castello e che faccia sentire la propria voce ogni cinque anni, in concomitanza con il solstizio d'estate.

## L'assenza di fonti storiche
Secondo la versione più diffusa, la leggenda di Azzurrina sarebbe stata tramandata oralmente per tre secoli, presumibilmente venendo di volta in volta distorta, ampliata e abbellita.
Ed è pure leggenda che intorno al 1620 un parroco della zona l'avrebbe messa per iscritto assieme ad altre storielle popolari in una miscellanea di racconti della bassa Valmarecchia; il primo e unico documento scritto su Azzurrina si chiamerebbe Mons belli et Deline (Montebello e Adelina).
Secondo la versione vulgata della leggenda, ossia la versione attualmente diffusa dai responsabili del castello e dalle guide turistiche che vi lavorano, il vero nome della bambina sarebbe stato Guendalina. Stando invece al titolo del leggendario documento del parroco che racconterebbe la vicenda, la bimba dovrebbe chiamarsi Adelina (Deline), diminutivo del nome Adele o Delia, già diffuso in età medievale.
Va tuttavia precisato che il documento del parroco è fin qui solo presunto, poiché nessuno ha mai avuto modo di leggerlo o anche solo di appurarne con certezza la stessa esistenza. Pertanto non solo non esistono fonti storiche che attestino che Azzurrina sia esistita realmente, ma non esistono neppure documenti comprovanti che la leggenda stessa fosse realmente conosciuta e tramandata nel corso dei secoli. Infatti le prime menzioni della storia di Azzurrina risalgono appena al 1989: proprio il periodo – come sottolineato, tra gli altri, da Massimo Polidoro – in cui il castello, subito dopo essere stato restaurato dai proprietari, la famiglia dei conti Guidi di Bagno, venne aperto al pubblico a pagamento, coincidenza che tradirebbe quindi la mera natura commerciale di una leggenda verosimilmente creata a tavolino.
Esistono invece documenti che rimandano in generale a leggende riguardanti il castello, come le Memorie sul Castello di Montebello di Romagna, scritte da Tommaso Molari (1875-1935) ed edite agli inizi del 1900. In esse il Molari, rifacendosi ad antichi racconti popolari del borgo di Montebello, scrive: "La leggenda popolare vi intesse intorno il suo mondo di spiriti e di folletti, tanto che, nella notte, chi vi si attarda, sente salire dai trabocchetti rumori strani, tonfi e vagiti paurosi di anime chiedenti pace".

## L'indagine sulle presunte registrazioni
Dalla riapertura al pubblico del castello, peraltro inserito tra i monumenti nazionali italiani, vengono eseguite ricerche (consentite però solo ad alcuni gruppi) al fine di catturare e registrare i rumori prodotti dal presunto fantasma: queste registrazioni, effettuate in forma amatoriale e senza controllo scientifico, vengono normalmente fatte sentire ai visitatori al termine della visita guidata della rocca.
Il 21 giugno 2010, nel giorno della presunta ricorrenza quinquennale della manifestazione del fantasma di Azzurrina, sono state effettuate da ricercatori del CICAP altre registrazioni, stavolta con apparecchiature e metodi professionali: da quest'ultime non risultano rumori, tanto meno provenienti da un'entità intelligente.

## Nella cultura di massa
Il gruppo musicale symphonic metal Evenoire ha dedicato una canzone ad Azzurrina.
Un film omonimo è stato relizzato nel 2023, per la regia di Giacomo Franciosa e interpretato da Paolo Stella, Matilda Lutz e Tatiana Luter.